# Jenna Coleman
Jenna-Louise Coleman (27 de abril de 1986) é uma atriz inglesa. Ela é conhecida por interpretar Jasmine Thomas na novela Emmerdale, Clara Oswald na série de ficção científica Doctor Who, Queen Victoria no drama de época Victoria, Joanna Lindsay na minissérie policial The Cry e Marie-Andrée Leclerc na minissérie policial The Serpent.

## Biografia e carreira
Jenna-Louise Coleman nasceu em Blackpool em 27 de abril de 1986, filha de Karen e Keith Coleman. Seu pai é marceneiro e montador de interiores de bares e restaurantes. Ela tem um irmão mais velho chamado Ben, um marceneiro. Sua avó lhe deu o nome da personagem Jenna Wade da série de TV americana Dallas (telessérie). Ela frequentou a Arnold School em Blackpool, onde foi monitora. Enquanto estava na escola, ela foi membro da companhia de teatro In Yer Space, com quem atuou na peça "Crystal Clear" no Festival de Edimburgo. Ela ganhou um prêmio por sua atuação, e a peça também foi recebida favoravelmente. Ela foi oferecida uma vaga para estudar inglês na University of York, mas recusou a fim de aceitar o papel de Jasmine Thomas na novela Emmerdale.

### 2005–2012: Início da carreira
Coleman conseguiu o papel de Jasmine Thomas em Emmerdale em 2005. No British Soap Awards 2007, ela foi indicada para o prêmio "Best Newcomer", e no National Television Awards 2006, ela foi indicada para o prêmio "Most Popular Newcomer". No British Soap Awards de 2009, ela foi indicada para os prêmios de "Melhor Atriz", "Mulher Mais Sexy" e "Melhor Performance Dramática". Ela recebeu uma indicação para o prêmio de "Melhor Atriz" do TV Choice Awards. Em maio de 2009, foi anunciado que Coleman se juntaria à série dramática de escola da BBC Studios, Waterloo Road, como a "garota durona" Lindsay James. Como ela tinha 23 anos na época da sua escalação, Coleman achou a experiência de interpretar uma colegial "surreal".
Em dezembro de 2010, foi anunciado que Coleman interpretaria Susan Brown em uma adaptação para a televisão da BBC Four do romance de John Braine "Room at the Top". A adaptação foi originalmente planejada para ir ao ar em abril de 2011, mas foi cancelada devido a uma disputa de direitos entre a produtora e a propriedade de Braine. A disputa foi resolvida em 2012, e o show foi ao ar em duas partes em 26 e 27 de setembro de 2012. Em 2011, ela fez sua estreia no cinema com um pequeno papel em Capitão América: O Primeiro Vingador. Ela também conseguiu o papel de Annie Desmond na minissérie em quatro partes de Julian Fellowes, "Titanic", descrevendo sua personagem como uma "pequena cockney atrevida" e "a Eliza Doolittle do navio".
Ela estrelou como Lydia Wickham na adaptação de Death Comes to Pemberley. Os três episódios foram exibidos na BBC One durante o Natal de 2013. Em 2012, Coleman foi escalada como Rosie na série dramática original de Stephen Poliakoff, Dancing on the Edge, que segue a sorte de uma banda de jazz negra dos anos 1930. O programa foi ao ar na BBC Two em fevereiro de 2013.

### 2012–2015: Doctor Who
Em 21 de março de 2012, o produtor de Doctor Who, Steven Moffat, confirmou em uma entrevista coletiva que Coleman faria o papel de companheira do Décimo Primeiro Doctor (Matt Smith). Moffat a escolheu para o papel porque ela trabalhava melhor ao lado de Smith e podia falar mais rápido do que ele. Ela fez o teste para o papel em segredo, sob o pretexto de fazer um teste para "Men on Waves" (um anagrama para "Woman Seven": ela apareceria pela primeira vez na sétima temporada do show).
Embora originalmente anunciada no início de seu papel como como companheira no especial de Natal de 2012, Coleman fez uma aparição surpresa em 1 de setembro de 2012 no primeiro episódio da sétima temporada como Oswin Oswald, um personagem convidado. Coleman posteriormente estreou como regular da série no episódio especial de Natal "The Snowmen" como governanta vitoriana e garçonete Clara Oswin Oswald. Nesse episódio, Coleman também interpretou uma terceira versão da personagem, uma residente da Londres do século XXI chamada simplesmente Clara Oswald. Começando em "The Bells of Saint John", esta versão começa suas viagens como a companheira regular do Doutor, incluindo após sua regeneração no Décimo Segundo Doutor, interpretado por Peter Capaldi no episódio especial de Natal de 2013 "The Time of The Doctor." No episódio especial de Natal de 2014 "Last Christmas ", foi revelado que Coleman permaneceria no papel de Clara para a temporada 9. No entanto, a nona temporada foi a última, pois Coleman decidiu deixar o show para assumir o papel de Rainha Vitória em uma produção da ITV.
Ela voltou ao show para o último episódio do Décimo Segundo Doutor, "Twice Upon a Time", onde fez uma aparição especial; aquele episódio, o especial de Natal de Doctor Who de 2017, foi ao ar na mesma noite do primeiro especial de Natal de Victoria. Ela foi creditada pela primeira vez na tela como Jenna Coleman em Doctor Who Live: The Next Doctor, que foi ao ar em 4 de agosto de 2013.

### 2015 – presente: Victoria e outros projetos
Em 2015, Coleman foi escalada para o drama de oito partes da ITV sobre o reinado da monarca britânica e Imperatriz da Índia, Rainha Vitória. A atriz confessou que não estava totalmente informada sobre a Era vitoriana, mas pesquisou o papel. Quando entrevistada para o Woman's Hour da BBC Radio 4, Coleman expressou sua admiração pela monarca. Ela argumentou que esse papel significava que ela foi capaz de escapar de seu suposto 'estereótipo' como uma personagem da classe trabalhadora do norte em que Emmerdale a colocou. The Sandman estreou em 28 de agosto de 2016 na ITV, e em setembro de 2016, ITV renovou Victoria para uma segunda temporada. Um especial de Natal para 2017 também foi encomendado e uma terceira temporada foi anunciada em dezembro de 2017.
Em 2017, Coleman se tornou a narradora de uma campanha publicitária da Royal Caribbean UK. Em 8 de janeiro de 2018, Coleman foi confirmada para interpretar Joanna no drama da BBC em quatro partes, The Cry, uma adaptação do romance de 2013 de Helen FitzGerald.
Em setembro de 2018, o Old Vic Theatre anunciou em seu site que Coleman estrelaria uma nova produção de All My Sons em 2019, que decorreu de 13 de abril a 8 de junho de 2019 e foi incluída numa exibição de cinema via National Theatre Live em 14 de maio de 2019. Em fevereiro de 2019, foi anunciado que Coleman faria uma aparição especial em um episódio da quinta temporada da série de humor negro Inside No. 9, com uma data de transmissão esperada no final do ano. A quinta temporada voltou às telas em 3 de fevereiro de 2020.
Em 11 de maio de 2019, em uma entrevista com Graham Norton em seu programa BBC Radio 2, Coleman indicou sua intenção de retornar a Victoria para uma quarta temporada, caso seja renovada pela ITV, mas afirmou que o programa levará "uma pausa para respirar" antes que a produção seja retomada. No mesmo ano de 2019, Coleman foi selecionada para o papel de Marie-Andrée Leclerc no drama da Netflix e da BBC The Serpent, uma dramatização da vida do assassino em série condenado Charles Sobhraj. A produção de The Serpent começou em Banguecoque em setembro de 2019 e continuou em 2020, com uma transmissão esperada da BBC no final do ano. Como aconteceu com a maioria das outras produções de cinema e televisão, o trabalho em The Serpent foi suspenso em março de 2020 devido à pandemia de COVID-19. As filmagens foram retomadas em 17 de agosto no Reino Unido e concluídas em 28 de agosto. Devido ao atraso nas filmagens, a data de transmissão de The Serpent foi movida para 2021. Ele estreou em 1 de janeiro de 2021 na BBC One.
Durante a pandemia, Coleman participou de "The Remote Read", uma série planejada de dramas online para arrecadar fundos para os trabalhadores teatrais que ficaram desempregados pela pandemia. A primeira produção desta série, uma adaptação de "A Separate Peace" (1966) de Tom Stoppard, foi transmitida pela plataforma de videoconferência Zoom em 2 de maio de 2020. Coleman também gravou o conto "Pressures, Residential" de Philip Hensher, em apoio ao UNICEF UK, bem como "The Tale of the Flopsy Bunnies" de Beatrix Potter, como parte de uma coleção de audiolivros em Beatrix Potter: The Complete Tales.
Nove anos após seu lançamento original em inglês, Coleman reprisou seu papel como Melia no videogame "Xenoblade Chronicles: Definitive Edition", que apresenta um novo epílogo ocorrendo após a história principal.
Em 2021, Coleman foi escalada para a comédia de humor negro Klokkenluider, holandês para 'Denunciante'. As filmagens começaram em 28 de fevereiro em East Sussex, para uma filmagem de três semanas em uma "bolha" segura do COVID.
Coleman também interpretará o papel principal de Joan Bright e será a produtora executiva do drama histórico "The War Rooms", que falará sobre a história não contada das mulheres que trabalharam no bunker secreto de Winston Churchill em Whitehall durante a Segunda Guerra Mundial.
Naquele mesmo ano, Coleman foi escolhida para interpretar Johanna Constantine, a tataravó de John Constantine na série The Sandman da DC Comics. Em 29 de setembro de 2021, o autor de Sandman, Neil Gaiman, revelou que Coleman interpretará duas versões de uma mesma personagem, ela será Lady Johanna Constantine no passado e Joanna Constantine no presente.

## Trabalhos de caridade
Coleman tem se envolvido com trabalhos de caridade na África do Sul, aumentando a conscientização sobre o HIV com o "One To One Children's Fund", do qual ela é embaixadora. Ela também é embaixadora da "Place2Be", uma instituição de caridade que presta serviços emocionais e terapêuticos em escolas. Coleman também apoiou regularmente Comic Relief e Red Nose Day.

## Filmografia

### Filmes
| Ano  | Título                               | Personagem    | Gênero      | Notas              |
| ---- | ------------------------------------ | ------------- | ----------- | ------------------ |
| 2011 | Capitão América: O Primeiro Vingador | Connie        | Super-herói | Breve participação |
| 2016 | Me Before You                        | Katrina Clark | Romance     |                    |
| 2019 | Corporate Monster                    | Ellen         | Horror      | Curta metragem     |
| ASA  | Klokkenluider                        | Flo           | Humor Negro |                    |

### Televisão
| Ano             | Título                       | Personagem                                       | Gênero             | Notas                                                    |
| --------------- | ---------------------------- | ------------------------------------------------ | ------------------ | -------------------------------------------------------- |
| 2005–2009       | Emmerdale                    | Jasmine Thomas                                   | Novela             | Personagem regular                                       |
| 2009            | Waterloo Road                | Lindsay James                                    | Drama              | Personagem recorrente                                    |
| 2012            | Titanic                      | Annie Desmond                                    | Drama              | Personagem recorrente                                    |
| 2012            | Room at the Top              | Susan Brown                                      | Drama              | Minissérie para televisão                                |
| 2012–2015, 2017 | Doctor Who                   | Oswin Oswald / Clara Oswin Oswald / Clara Oswald | Ficcção científica | Personagem principal                                     |
| 2013            | Dancing on the Edge          | Rosie Williams                                   | Drama              | Minissérie para televisão                                |
| 2013            | The Five(ish) Doctors Reboot | Jenna Coleman                                    | Comédia            | Paródia de Doctor Who para o especial do 50º aniversário |
| 2013            | Death Comes to Pemberley     | Lydia Wickham                                    | Mistério           | Personagem principal                                     |
| 2016            | Thunderbirds Are Go          | Baines                                           | Animação           | Voz; episódio: "Earthbreaker"                            |
| 2016–2019       | Victoria                     | Rainha Victoria                                  | Drama de época     | Personagem principal                                     |
| 2018            | The Cry                      | Joanna Lindsay                                   | Mistério           | Personagem principal                                     |
| 2020            | Inside No. 9                 | Beattie                                          | Humor Negro        | Episódio: "Death Be Not Proud"                           |
| 2021            | The Serpent                  | Marie-Andrée Leclerc                             | Crime              | Personagem principal                                     |
| 2021            | Billion Pound Bond Street    | Narradora                                        | Documentário       | Narradora                                                |
| 2022            | The Sandman                  | Johanna Constantine                              | Fantasia           | Personagem principal                                     |
| ASA             | The War Rooms                | Joan Bright                                      | Drama histórico    | Personagem principal e produtora executiva               |

### Teatro
| Ano  | Título                 | Personagem               | Notas                            |
| ---- | ---------------------- | ------------------------ | -------------------------------- |
| 1996 | Summer Holiday         | Noiva                    |                                  |
| 2004 | Crystal Clear          | Thomasina                | In Yer Space                     |
| 2009 | Jack and the Beanstalk | Princess Apricot         | Theatre Royal, Nottingham        |
| 2019 | All My Sons            | Ann Deever               | Old Vic Theatre                  |
| 2020 | A Separate Peace       | Enfermeira Maggie Coates | Peça virtual; transmitida online |

### Jogos de videogame
| Ano  | Título                                   | Personagem             | Notas                                                           |
| ---- | ---------------------------------------- | ---------------------- | --------------------------------------------------------------- |
| 2010 | Xenoblade Chronicles                     | Princesa Melia Antiqua | Dublagem em inglês                                              |
| 2015 | Lego Dimensions                          | Clara Oswald           | Jogo principal e expansão de Doctor Who                         |
| 2020 | Xenoblade Chronicles: Definitive Edition | Princesa Melia Antiqua | Dublagem em inglês, incluindo o novo epílogo "Future Connected" |
| 2022 | Xenoblade Chronicles 3                   | Rainha Melia Antiqua   | Dublagem em inglês                                              |

### Áudios
| Ano  | Título                             | Personagem                 | Notas                                      |
| ---- | ---------------------------------- | -------------------------- | ------------------------------------------ |
| 2013 | The Secret Garden                  | Narradora                  | Leitura resumida                           |
| 2013 | Doctor Who: Destiny of the Doctor  | Alice Watson / 11th Doctor | Episódio: "The Time Machine"               |
| 2016 | A Christmas Carol                  | Belle                      | Lançamento digital                         |
| 2020 | Pressures, Residential             | Narradora                  | Para ajudar a UNICEF UK                    |
| 2020 | Beatrix Potter: The Complete Tales | Narradora                  | Capítulo: "The Tale of the Flopsy Bunnies" |

## Prêmios e indicações
| Ano  | Prêmio                                   | Categoria                                         | Trabalho                    | Resultado |
| ---- | ---------------------------------------- | ------------------------------------------------- | --------------------------- | --------- |
| 2006 | National Television Awards               | Most Popular Newcomer                             | Emmerdale                   | Indicado  |
| 2006 | The British Soap Awards                  | Best Newcomer                                     | Emmerdale                   | Indicado  |
| 2009 | The British Soap Awards                  | Best Dramatic Performance                         | Emmerdale                   | Indicado  |
| 2009 | The British Soap Awards                  | Sexiest Female                                    | Emmerdale                   | Indicado  |
| 2009 | The British Soap Awards                  | Best Actress                                      | Emmerdale                   | Indicado  |
| 2013 | Behind the Voice Actors Awards           | Best Female Vocal Performance in a Video Game     | Xenoblade Chronicles        | Indicado  |
| 2013 | Behind the Voice Actors Awards           | Best Vocal Ensemble in a Video Game               | Xenoblade Chronicles        | Indicado  |
| 2013 | NAVGTR Awards                            | Supporting Performance in a Drama                 | Xenoblade Chronicles        | Indicado  |
| 2013 | Nickelodeon UK Kids' Choice Awards       | Favourite UK Actress                              | Doctor Who                  | Indicado  |
| 2013 | TV Choice Awards                         | Best Actress                                      | Doctor Who                  | Indicado  |
| 2013 | TV Times Awards                          | Favourite Newcomer                                | Doctor Who                  | Venceu    |
| 2014 | Glamour Awards                           | UK TV Actress                                     | Doctor Who                  | Venceu    |
| 2015 | BAFTA Cymru                              | Best Actress                                      | Doctor Who: "Kill the Moon" | Indicado  |
| 2015 | Saturn Awards                            | Best Supporting Actress on Television             | Doctor Who                  | Indicado  |
| 2015 | TV Choice Awards                         | Best Actress                                      | Doctor Who                  | Indicado  |
| 2017 | Golden Nymph Awards                      | Outstanding Actress in a Drama TV Series          | Victoria                    | Venceu    |
| 2017 | National Television Awards               | Best Drama Performance                            | Victoria                    | Indicado  |
| 2018 | Movieguide Awards                        | Grace Award for Most Inspiring Performance for TV | Victoria                    | Indicado  |
| 2018 | National Television Awards               | Best Drama Performance                            | Victoria                    | Indicado  |
| 2018 | Harper's Bazaar Women of the Year Awards | TV Actress of the Year                            | The Cry                     | Venceu    |
| 2018 | I Talk Telly Awards                      | Best Dramatic Performance                         | The Cry                     | Venceu    |
| 2019 | Logie Awards                             | Most Outstanding Actress                          | The Cry                     | Venceu    |
| 2019 | Logie Awards                             | Most Popular Actress                              | The Cry                     | Indicado  |
| 2019 | BAFTA Scotland Awards                    | Best Actress in Television                        | The Cry                     | Indicado  |
| 2019 | International Emmy Awards                | Best Actress                                      | The Cry                     | Indicado  |
| 2019 | AACTA Awards                             | Best Lead Actress in a Television Drama           | The Cry                     | Indicado  |
| 2020 | National Television Awards               | Drama Performance                                 | Victoria                    | Indicado  |
| 2021 | National Television Awards               | Drama Performance                                 | The Serpent                 | Indicado  |